# Studio Tecnica Meccanica
Studio Tecnica Meccanica, connue également sous le nom Tec Mec, est une ancienne officine italienne de construction de voitures de course automobile fondée par Valerio Colotti. L'écurie n'a construit qu'une seule monoplace de Formule 1, la F415, qui n'a été engagée qu'une fois en championnat du monde, par l'écurie Camoradi International en 1959, à l'occasion du Grand Prix des États-Unis. À son volant, Fritz d'Orey n'a parcouru que 6 tours, soit environ 50 kilomètres, avant d'abandonner.

## Historique
À l'issue de la saison 1957 du championnat du monde de Formule 1, Adolfo Orsi et son fils Omer, propriétaires de la Societa Anonima Officine Alfieri Maseratis décident de retirer leur entreprise, en proie à de graves difficultés financières, du championnat du monde de Formule 1. Néanmoins, une monoplace a été mise en chantier avant la prise de cette décision. La version allégée de la Maserati 250F a été développée par Valerio Colotti. Colotti choisit alors de poursuivre le développement de la voiture à son compte et fonde sa société, Studio Tecnica Meccanica. Le châssis d'origine Maserati est rebaptisé Tec Mec F415 et la voiture est engagée par l'écurie privée Camoradi International au Grand Prix automobile des États-Unis 1959. 
La monoplace est confiée au pilote brésilien Fritz d'Orey qui a pris part à deux Grands Prix au début de la saison au sein de l'écurie Scuderia Centro Sud où il pilotait des Maserati 250F, les monoplaces à l'origine de la Tec Mec. D'Orey se remet à peine d'un accident lors du Grand Prix de Grande-Bretagne lorsqu'il s'engage chez Camoradi. Il n'est pourtant pas gêné par son manque de compétition lorsqu'il dispute l'épreuve américaine car sa monoplace, en proie à une fuite d'huile, ne lui permet que de boucler six tours avant de renoncer.
Valerio Colotti choisit alors de revendre son écurie et le matériel de course pour se concentrer sur l'usinage de boîtes de vitesses destinées à la compétition. Studio Tecnica Meccanica devient dès lors fournisseur de plusieurs écuries de Formule 1, comme Lotus ou BRM.

## Résultats en championnat du monde de Formule 1
| Saison | Écurie                 | Châssis      | Moteur      | Pneus  | Pilotes      | Grands Prix disputés | Points inscrits | Classement |
| ------ | ---------------------- | ------------ | ----------- | ------ | ------------ | -------------------- | --------------- | ---------- |
| 1959   | Camoradi International | Tec Mec F415 | Maserati L6 | Dunlop | Fritz d'Orey | 1                    | 0               | Non classé |

| Saison | Écurie                 | Châssis      | Moteur      | Pneumatiques | Pilotes      | Courses | Courses | Courses | Courses | Courses | Courses | Courses | Courses | Courses | Points inscrits | Classement |
| Saison | Écurie                 | Châssis      | Moteur      | Pneumatiques | Pilotes      | 1       | 2       | 3       | 4       | 5       | 6       | 7       | 8       | 9       | Points inscrits | Classement |
| ------ | ---------------------- | ------------ | ----------- | ------------ | ------------ | ------- | ------- | ------- | ------- | ------- | ------- | ------- | ------- | ------- | --------------- | ---------- |
| 1959   | Camoradi International | Tec Mec F415 | Maserati L6 | Dunlop       |              | MON     | 500     | P-B     | FRA     | GBR     | ALL     | POR     | ITA     | USA     | 0               | Non classé |
| 1959   | Camoradi International | Tec Mec F415 | Maserati L6 | Dunlop       | Fritz d'Orey |         |         |         |         |         |         |         |         | Abd     | 0               | Non classé |

Légende : ici